# Хиле (општина у Немачкој)
Хиле (њем. Hille) општина је у њемачкој савезној држави Северна Рајна-Вестфалија. Једно је од 11 општинских средишта округа Минден-Либеке. Према процјени из 2010. у општини је живјело 16.359 становника. Посједује регионалну шифру (AGS) 5770012, NUTS (DEA46) и LOCODE (DE HIE) код.

## Географски и демографски подаци
Хиле се налази у савезној држави Северна Рајна-Вестфалија у округу Минден-Либеке. Општина се налази на надморској висини од 52 метра. Површина општине износи 103,0 km². У самом мјесту је, према процјени из 2010. године, живјело 16.359 становника. Просјечна густина становништва износи 159 становника/km².